# 場域理論
在社会学中，場域理論（英語：field theory）研究个体如何建構社會場域，以及他們如何受到場域的影響。場域是個體或群体之間發生竞争的社會環境，例如市场、学术界、音樂流派等。 
场域具有社会行动者可以占据的不同地位。场域的主导者，称为在位者（incumbent），通常会期望维持该场域的现状，因为竞争规则的变化可能会威胁其主导地位。场域中也可能有抗争者（insurgents），其目标是改变场域，以便与在位者竞争。原本稳定的场域发生巨大变化，有可能来自抗争者或其他场域的侵入，亦可能来自政府施加的规则变更。
一般来说，不同的场域地位会产生不同的激励。场域上的地位是个人通过动机的形式经历的。对一个场域的利害关系的承认，以及对场域所规定的利益和投资的获取，称为社会幻象（social illusion），简称幻象（illusio）。
不稳定的场域是快速变化的，并且往往存在破坏性竞争形式，例如纯粹的削價競爭将利润率压低到不可持续的水平。因此，需要有确保竞争不以破坏性形式出现的规则，使场域稳定下来。稳定的场域很少自发形成，而必须由娴熟的企业家构建。政府也经常在这一过程中发挥作用。

## 布迪厄的场域论述
场域（法語：champ）是法国社会学家皮埃尔·布迪厄的核心概念之一。在他的论述中，场域是行动者及其社会地位所在的环境。每个特定行动者在场域中的位置是场域的特定规则、行动者的慣習和行动者的资本（社会、经济和文化资本）之间相互作用的结果。場域之間有相互作用，且有等级關係：大多数小的場域從屬於更大的權力和阶级关系場域。
布迪厄没有将他对社会关系和变化的分析局限于唯意志論能动性或严格根据阶级的结构概念，而是使用能动性-结构来桥接场域的概念，将其视作任何历史的、非同质的社会空间舞台，人们在其中为追求理想的资源而行动、奋斗。 布迪厄的大部分研究都观察了教育和文化资源在能动性表达中的半独立作用。这使得他的作品可概括为自由-保守主义学术研究，将社会的根本分裂置于工人阶级的无序派系之中，在他们享有过度特权的情况下需要纪律干预。不出所料，考虑到他的历史和传记位置，然而，布迪厄在实践中既受马克思主义将经济指令视为资本主义社会权力和代理的主要组成部分这一观念的影响，也赞同这一观点，这与一些他的追随者、有影响力的社会学家马克斯·韦伯不相同。

### 社会制度
在布迪厄的著作中，一个场域是一种社会地位系统（例如一种行业，如法律工作），其内部结构是根据權力关系（例如法官和律师之间的权力差异）构建的。更具体而言，场域是为特定种类的资本的分配而斗争的社会竞技场——资本是社会行动者认为重要的任何东西（最明显的例子是货币资本）。场域是垂直和水平组织的。这意味着场域和阶级并不严格类似，并且往往是自治、独立的社会游戏空间。权力场域的特殊之处在于它“横向”存在于所有场域中，并且权力场域内的斗争控制着场域本身之间文化、符号或物质资本形式的“汇率”。场域由社会主体位置的关系差异构成，场域的边界由其影响结束的地方划定。不同的领域可以是自治的，也可以是相互关联的（例如，考虑司法和立法机关之间的权力分立）。更复杂的社会有更多的领域和领域之间的更多关系。
根据这些规则，活动在场域中发展，场域就像一个市场，行动者在其中争夺与之相关的特定利益。这种竞争通过参与者贡献的资本量、他们在该领域内的轨迹，或他们适应场域固有规则的能力等因素，来定义参与者之间的客观关系。参与者能够在多大程度上有效利用所拥有的资源，取决于他们在这个特定领域的慣習适应情况。惯习是通过过去的经验获得的期望和倾向的主观系统。
每个场域的运营资本是可以用来在该场域中获得优势的一组资源。因此，资本是场域动态的一个因素，也是场域外不存在的副产品。不同种类的资本在不同的场域发挥作用，而这些场域又由资本施加的权力平衡来定义。

### 建构
场域是根据潜在的内在规则（nomos）构建的，“视野与分野”（vision and division）的基本原则（例如思想和身体之间的分野，或男性和女性之间的分野），或组织管理场域内实践和经验的经验“法则”。一个场域背后的内在规则通常无法还原为另一个场域背后的内在规则，例如，美学场域的内在规范重视文化资本而不太看重经济资本，与经济场域重视经济资本的内在规范之间差异显著。行动者并非通过明确的契约来“认购”特定场域，而是通过在“游戏”中隐含的对利害关系的承认。
这种对场域利害关系的承认，以及对场域所规定的利益和投资的获取，称为社会幻象（social illusion），简称幻象（illusio）。